# جواكيم ماتشادو
جواكيم ماتشادو (بالبرتغالية: Joaquim Machado‏) (20 فبراير 1923 بالبرتغال - ) هو لاعب كرة قدم برتغالي في مركز الوسط. شارك مع منتخب البرتغال لكرة القدم. أما مع النوادي، فقد لعب مع نادي بورتو.

## وصلات خارجية
- جواكيم ماتشادو على موقع قاعدة بيانات كرة القدم.إي يو (الإنجليزية)
- جواكيم ماتشادو على موقع ناشيونال فوتبول تيمز (الإنجليزية)
- جواكيم ماتشادو على موقع عالم كرة القدم.نت (الإنجليزية)